# Liste der Monuments historiques in Dainville-Bertheléville
Die Liste der Monuments historiques in Dainville-Bertheléville führt die Monuments historiques in der französischen Gemeinde Dainville-Bertheléville auf.

## Liste der Immobilien
| Bezeichnung              | Beschreibung | Standort             | Kennzeichnung | Schutzstatus | Datum | Bild |
| ------------------------ | --- | -------------------- | ------------- | ------------ | ----- | ---- |
| Château de Bertheléville | Schloss, 18. Jahrhundert; Torbogen (Porte de France), erste Hälfte des 18. Jahrhunderts; Taubenturm, bezeichnet 1733 | Bertheléville (Lage) | PA00106691    | Inscrit      | 1990  |      |

## Liste der Objekte
| Bezeichnung                            | Beschreibung                                                                              | Standort                                            | Kennzeichnung | Schutzstatus | Datum | Bild |
| -------------------------------------- | ----------------------------------------------------------------------------------------- | --------------------------------------------------- | ------------- | ------------ | ----- | ---- |
| Kelch und Patene                       | Silber, vergoldet, 1833; im Centre départemental d’art sacré in Saint-Mihiel deponiert    | Dainville, in der Kirche St-Valère (Lage)           | PM55001786    | Inscrit      | 2004  |      |
| Skulptur Heiliger Valerius             | Kalkstein, 18. Jahrhundert                                                                | Dainville, außen an der Kirche St-Valère (Lage)     | PM55001789    | Inscrit      | 2004  |      |
| Hauptaltar                             | Ensemble aus PM55001781 bis PM55001783                                                    | Dainville, in der Kirche St-Valère (Lage)           | PM55001780    | Inscrit      | 1995  |      |
| Altartisch                             | Marmor, Kalkstein, Holz, um 1756                                                          | Dainville, in der Kirche St-Valère (Lage)           | PM55001781    | Inscrit      | 1995  |      |
| Retabel                                | Eichenholz, farbig gefasst und vergoldet, nach 1756                                       | Dainville, in der Kirche St-Valère (Lage)           | PM55001782    | Inscrit      | 1995  |      |
| Gemälde Auferstehung Christi           | Ölfarbe auf Leinwand, Holzrahmen, um 1829                                                 | Dainville, in der Kirche St-Valère (Lage)           | PM55001783    | Inscrit      | 1995  |      |
| Paxtafel                               | Silber, um 1850; im Centre départemental d’art sacré in Saint-Mihiel deponiert            | Dainville, in der Kirche St-Valère (Lage)           | PM55001788    | Inscrit      | 2004  |      |
| Skulptur Heiliger Valerius (2)         | Kalkstein, farbig gefasst und vergoldet, um 1756                                          | Dainville, in der Kirche St-Valère (Lage)           | PM55001784    | Inscrit      | 1995  |      |
| Skulptur Madonna mit Kind              | Stein, Anfang des 18. Jahrhunderts                                                        | Chécourt, in der Kapelle Notre-Dame-de-Pitié (Lage) | PM55001778    | Inscrit      | 1995  |      |
| Glocke                                 | Bronze, 1772 gegossen                                                                     | Dainville, in der Kirche St-Valère (Lage)           | PM55000202    | Classé       | 1989  |      |
| Pietà                                  | Kalkstein, farbig gefasst und vergoldet, Ende des 16. Jahrhunderts                        | Chécourt, in der Kapelle Notre-Dame-de-Pitié (Lage) | PM55001779    | Inscrit      | 1995  |      |
| Skulptur Heiliger Joseph mit Jesuskind | Kalkstein, farbig gefasst und vergoldet, um 1756                                          | Dainville, in der Kirche St-Valère (Lage)           | PM55001785    | Inscrit      | 1995  |      |
| Retabel                                | mit zwei Reliefs und zwei Skulpturen; Kalkstein, farbig gefasst, bezeichnet 1607 und 1649 | Chécourt, in der Kapelle Notre-Dame-de-Pitié (Lage) | PM55001777    | Inscrit      | 1995  |      |